# Andrij Kovalenko
Andrij Kovalenko (in ucraino Андрій Коваленко?; Kiev, 6 novembre 1970) è un allenatore di pallanuoto ed ex pallanuotista ucraino naturalizzato australiano, vincitore di una medaglia di bronzo ai Giochi olimpici estivi di Barcellona 1992 con la Squadra Unificata.
Allena la squadra di pallanuoto maschile UWA Torpedoes e gli UWA City Beach Bears U18 e U16.

## Carriera

### Nazionale
Nella sua carriera nazionale prese parte a tre edizioni consecutive dei Giochi olimpici estivi: rappresentò la Squadra Unificata a Barcellona 1992, dove ottenne la medaglia di bronzo, l'Ucraina a Atlanta 1996 e l'Australia a Sydney 2000.
Dopo il ritiro dall'attività agonistica è divenuto allenatore.

## Palmarès
- Giochi olimpici estivi

Barcellona 1992:  Bronzo